# João Coimbra
João Carlos Amaral Marques Coimbra (ur. 24 maja 1986 roku w Santa Comba Dão) – portugalski piłkarz występujący na pozycji pomocnika. Obecnie gra w GD Estoril-Praia.

## Kariera klubowa
João Coimbra swoją piłkarską karierę rozpoczynał w Benfice Lizbona, w barwach której grał od 2005 do 2008 roku. W międzyczasie wypożyczony był do drużyny Nacional Funchal. W lipcu 2008 roku trafił na zasadzie transferu definitywnego do CS Marítimo, jednak od razu został wypożyczony do drugoligowego Gil Vicente. Latem 2009 roku działacze Marítimo sprzedali Coimbrę do Estoril-Praia.

## Życie prywatne
Coimbra studiuje medycynę na Uniwersytecie Lizbońskim.

## Sukcesy
- Mistrzostwo Europy U-17: 2003